# René de Planhol
René de Planhol (27 juin 1889 - 15 octobre 1940) est un journaliste et critique littéraire français.

## Biographie
Pendant la première guerre mondiale, René de Planhol est avocat devant les conseils de guerre. Il défend l'action de la justice militaire dans La Justice aux armées. Chronique d’un conseil de guerre au front (1915-1916), publié en 1917.
Il est le directeur du journal La Nouvelle Lanterne qui publie 93 numéros entre 1927 à 1937. Ce périodique pamphlétaire se place dans l'héritage d'Henri Rochefort. En 1929, il attaque la prétention du roman populaire à supplanter la littérature classique.
Durant les années 30, il dénonce la décadence de la société française dans son ouvrage Le monde à l'envers.